# Provincia del Matabeleland Meridionale
La provincia del Matabeleland Meridionale è una delle 10 province dello Zimbabwe. Ha una popolazione di 760.345 abitanti e una superficie di 54.125 Km². Il suo capoluogo è Gwanda.
Confina a Nord con il Matabeleland Settentrionale e Bulawayo, a Ovest con la Provincia delle Midland e di Masvingo, a Est con il Botswana e a sud con il Sudafrica.

## Demografia
Confinando con Botswana e Sudafrica, oltre al popolo Ndebele, in Matabeleland Meridionale abitano anche popoli di lingua Khoisan, Venda, Tswana, Tsonga, e Sotho.
| Censimento (Anno) | Popolazione      |
| ----------------- | ---------------- |
| 2002              | 653.054          |
| 2012              | 683.893 (+0,46%) |
| 2022              | 760.345 (+1,1%)  |

## Geografia
La Provincia si trova al confine con il deserto del Kahalari, quindi il è molto caldo e secco.

### Suddivisioni amministrative
La provincia è divisa nei seguenti 7 distretti:
- Beitbridge
- Bulilima
- Gwanda
- Insiza
- Mangwe
- Matobo
- Umzingwane

### Città e villaggi
Fra le città e i villaggi che si trovano nel Matabeleland Meridionale troviamo : Antilope Mine, Beibridge, Brunapeg, Colleen Bawn, Esigodini, Filabusi, Fort Rixon, Gwai, Gwanda, Kafusi, Kezi, Madlambudzi, Makhado, Maphisa, Masendu, Ndolwane,  Plumtree, Shangani, Stanmore, Tshitshi, Bulu, West Nicholson e Zezani.